# 龙州河
龙州河，位于中华人民共和国海南岛中北部，是南渡江右岸支流。
龙州河发源于海南省屯昌县南部枫木镇的黄竹岭，向南流经雷公滩湖、木色湖后转东北流，经屯昌县坡心镇，过屯城镇马湾坡村进入定安县，于定安龙门镇文龙村转西北流（此段也称“文龙河”），其中在富文镇天马村至新竹镇石山村之间河段为定安和屯昌两县界河。西北流至新竹镇的三滩转东北流（此处也称“月亮湾”），至定安县城定城镇以西的罗温村溪头坡汇入南渡江，其中新竹镇滩村至河口段为定安与澄迈两县界河。
龙州河河长107.6千米，总落差476米，流域面积1293.2平方千米，为南渡江最大的支流。根据《2014年9月海南省地表水环境质量期报》，龙州河的所有监测河段水质均符合或优于中国国家地表水Ⅲ类标准，水质达到优级。